# Louis C.K.
Louis C.K., właśc. Louis Székely (ur. 12 września 1967 w Waszyngtonie) – amerykański stand-uper, aktor, reżyser, producent i autor tekstów.
Sześciokrotny zdobywca nagrody Emmy; za scenariusze do odcinków serialu Louie (2012, 2014), własne programy stand-upowe (Oh My God: 2012, Live At The Beacon Theatre: 2013, Live At The Comedy Store: 2015), a także jako autor tekstów dla Chrisa Rocka (The Chris Rock Show: 1999).